# Egbert Swensson
Egbert Swensson (n. 24 mai 1956, Eggesin, Republica Democrată Germană, Germania) este un sportiv ce a reprezentat Republica Democrată Germană, medaliat olimpic. A participat la o ediție a Jocurilor Olimpice (1980) în care a câștigat o medalie de argint.

## Participări
Lista de mai jos prezintă principalele competiții la care a participat Egbert Swensson de-a lungul carierei.
- sailing at the 1980 Summer Olympics – 470[*]